# Biffco
 (décembre 2021).
Si vous disposez d'ouvrages ou d'articles de référence ou si vous connaissez des sites web de qualité traitant du thème abordé ici, merci de compléter l'article en donnant les références utiles à sa vérifiabilité et en les liant à la section « Notes et références ».
Biffco, est une société de production musicale britannique, créée en 1993 qui est basée à Brighton en Angleterre, dont les membres sont 	Richard "Biff" Stannard, Julian Gallagher, Ash Howes ; tous les trois ont écrit notamment pour Kylie Minogue, One Direction, Atomic Kitten, Ellie Goulding, Leona Lewis, Little Mix, Sophie Ellis-Bextor et Will Young.